# 第600步兵师
第600步兵师（德語：600. (russische) Infanterie-Division）又稱俄罗斯解放军第1步兵师，是德意志國防軍在第二次世界大战期间组建的一支部队。该师的兵员来自蘇聯战俘以及强制劳工。该师创建于1944年12月1日。1945年5月7日，第600步兵师向西撤出布拉格。次日，德国投降。第1步兵师的官兵们曾试图向美军投降，但美军将所有投降的俄罗斯解放军第600步兵师官兵引渡至苏联，这些人全都被关进了古拉格。